# Urceolipora lucida
Urceolipora lucida is een mosdiertjessoort uit de familie van de Urceoliporidae. De wetenschappelijke naam van de soort is voor het eerst geldig gepubliceerd in 1884 door Busk.